# Fink (muzyk)
Fink, właśc. Finian Paul Greenall (ur. w 1972 w St Ives w Kornwalii) – brytyjski wokalista, autor tekstów, gitarzysta, producent muzyczny, kompozytor i DJ, z potrzeby grania elektronicznej muzyki tanecznej stworzył swoje alter ego pod nazwą Sideshow.
Współpracował z takimi artystami jak Amy Winehouse, John Legend, Banks, Professor Green, Nitin Sawhney czy Bonobo.
W 2000 roku ukazał się debiutancki album studyjny wokalisty Fresh Produce. Od 2006 roku i premiery drugiej płyty Biscuits for Breakfast, nazwa Fink określa również trio, w którego skład wchodzi Greenall, basista Guy Whittaker i perkusista Tim Thornton. W następnym roku opublikowano album Distance and Time, a dwa lata później płytę Sort of Revolution. W 2011 roku ukazał się album Perfect Darkness, a w 2014 roku Hard Believer, który osiągnął największy komercyjny sukces spośród wszystkich wydawnictw muzyka. Album promował singel „Looking Too Closely”, notowany w holenderskim zestawieniu przebojów MegaCharts. W 2015 roku opublikowano album Horizontalism zawierający nowe wersje utworów z poprzedniego albumu oraz premierowe kompozycje wokalisty.
Muzyk wydał również dwa albumy koncertowe, Wheels Turn Beneath My Feet w 2012 roku oraz Fink Meets the Royal Concertgebouw Orchestra w 2013 roku, na którym znalazł się materiał zapisany podczas występu z Koninklijk Concertgebouworkest w Amsterdamie.
W lipcu 2013 roku muzyk otrzymał nominację do nagrody Independent Music Awards w kategorii Najlepszy występ na żywo.
Od 2014 roku Fink wydaje swoje płyty pod szyldem własnej wytwórni płytowej R’COUP’D Records.

## Życiorys

### Dzieciństwo, początki kariery
Finian Greenall urodził się w 1972 roku w St Ives w Kornwalii. Pochodzi z muzykalnej rodziny. Jego ojciec był muzykiem folkowym, a matka managerem muzycznym. Dorastał w Bristolu. Jako nastolatek grał na gitarze akustycznej swojego ojca. Jako źródło swoich inspiracji, muzyk podaje twórczość The Cure, The Smiths, The Orb, Aphexa Twina czy Moby’ego. Interesował się także muzyką afrykańską oraz japanese hardcore. Podczas studiów na Uniwersytecie Leeds najczęściej słuchał acid jazzu oraz elektronicznej muzyki tanecznej. Po ukończeniu studiów z zakresu historii i filologii angielskiej, wokalista podpisał kontrakt z wytwórnią Kickin Records.

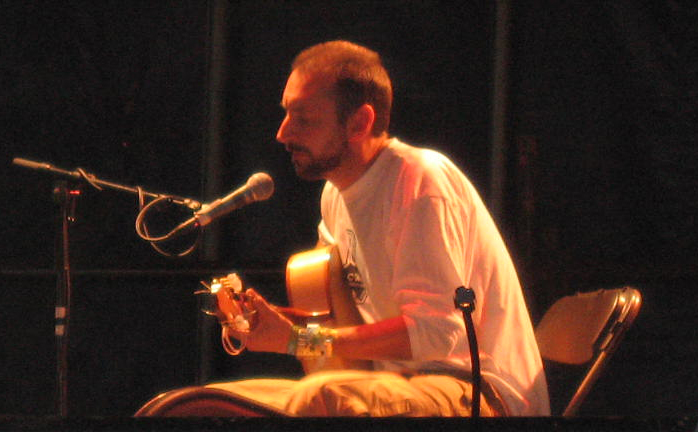
Fink podczas Green Man Festival, 2006 rok

W 1993 roku nagrał gościnne partie gitarowe do utworu „No Idea”, zamykającego debiutancki album Wanna Smash Sensation! kanadyjskiego zespołu Bum. Swoją pierwszą płytę Extra Vehicular Activity wydał w 1995 roku pod szyldem zespołu E.V.A., w którym grał wraz z kolegami z uczelni, Lee Jonesem oraz Richem Wilkinsonem. W tym czasie wyprodukował także pierwsze demo dla Amy Winehouse, pracując jednocześnie jako promotor londyńskiego klubu oraz DJ. Następnie rozpoczął pracę na rynku muzycznym dla kilku londyńskich wytwórni muzycznych, takich jak między innymi Virgin Records, Def Jam i Sony Music.

### 1997–2000:Fresh Produce
W 1997 roku ukazał się debiutancki minialbum Greenalla Fink Funk, a dwa lata później Front Side, wydany nakładem wytwórni płytowej Ntone. Wydawnictwa poprzedzały wydanie pierwszego albumu studyjnego wokalisty Fresh Produce z 2000 roku, promowanego singlem „Ever Since I Was a Kid It Seemed I Collected Something”.
Po wydaniu płyty Fink kontynuował pracę jako producent muzyczny, współpracując między innymi z Martinem Taylorem, Michaelem Pittem oraz Robertem Belfourem. W tym samym okresie nagrał także remiksy do utworów „Prayer” oraz „Salvation” Ryūichiego Sakamoto, a także singla „Drinking in L.A.” zespołu Bran Van 3000.

### 2001–2006: Zespół Fink,Biscuits for Breakfast

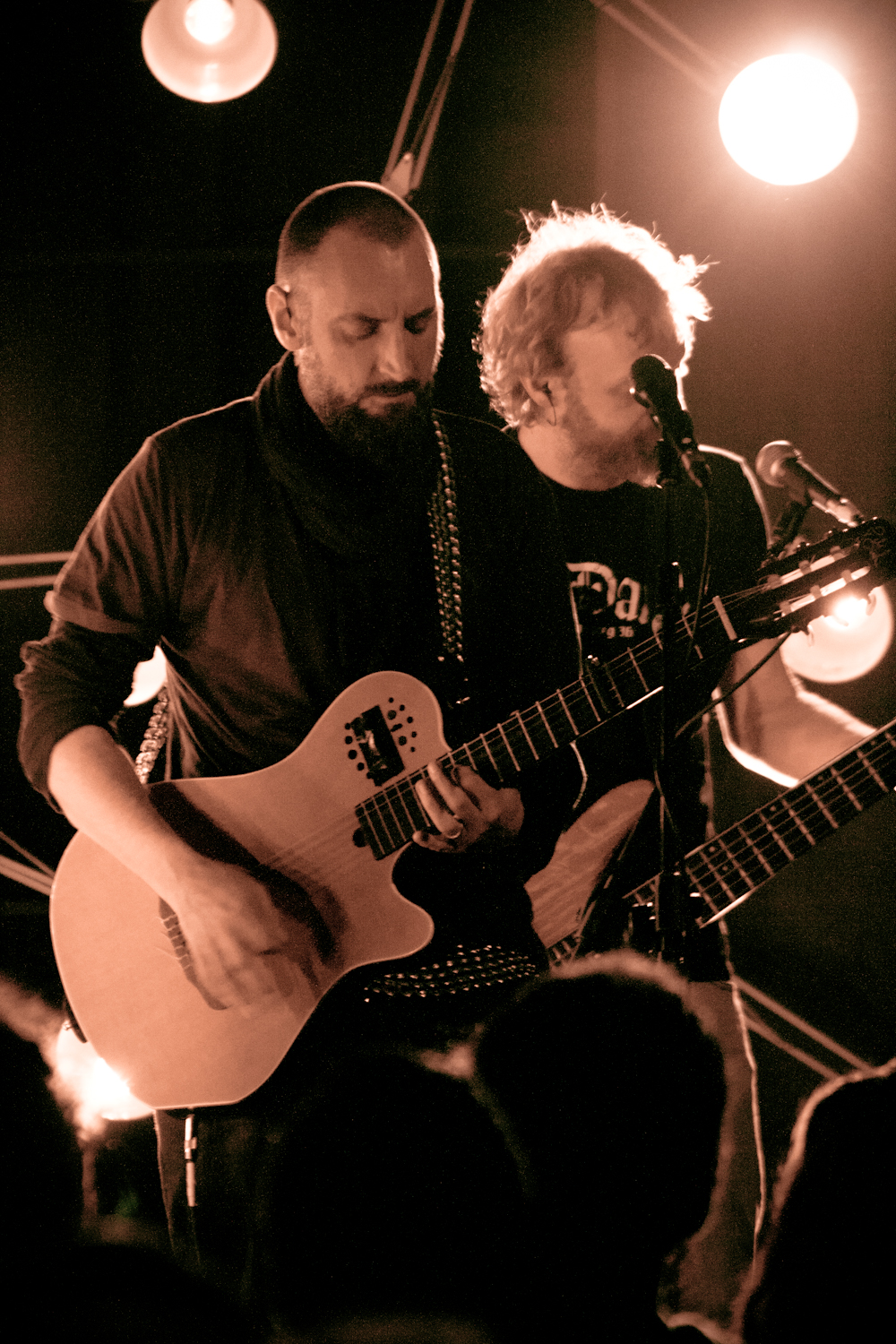
Fink podczas koncertu w Rzymie, 11 lipca 2011 roku

W 2002 roku Greenall wyprodukował remiks utworu „Coming Second” grupy Elbow. Rok później uczestniczył w produkcji utworu „The Date”, który pojawił się na albumie The Six Million Names of God zespołu Blu Mar Ten. W kolejnych latach wokalista porzucił muzykę taneczną i zaczął tworzyć w klimacie bardziej tradycyjnych brzmień. Efektem zmiany został album Biscuits for Breakfast, wydany w 2006 roku we współpracy z Guyem Whittakerem i Timem Thorntonem. Niedługo po wydaniu płyty muzycy postanowili występować razem pod nazwą Fink oraz podpisać profesjonalny, długoletni kontrakt płytowy z wytwórnią Ninja Tune. Album promowały single „Pretty Little Thing” oraz „So Long”. Pierwszy z singli wykorzystano w czwartym sezonie amerykańskiego serialu młodzieżowego Greek. Utwór dotarł do 4. miejsca listy iTunes Folk Chart.
Kilka tygodni po wydaniu albumu, muzyk został zaproszony przez duet Zero 7 jako support przed ich brytyjską trasą koncertową. W 2005 roku Greenall zaśpiewał gościnnie w utworach „Dead Man”, „Everything” i „Rag Doll” z albumu Philtre hindusko-brytyjskiego muzyka Nitina Sawhneya. W tym samym roku muzyk współpracował przy powstawaniu utworów „Tic Toc” i „Simple Things” Willa Saula. Wokalista miał także udział w albumie Bonobo Days to Come, nagrywając partie wokalne do piosenki „If You Stayed Over” oraz pisząc tekst utworu. Jesienią 2006 roku muzyk wystąpił ze swoim recitalem podczas inauguracji londyńskiego festiwalu BBC Radio 2 Electric Proms. Swoje utwory zaprezentował ponadto podczas przeglądów muzycznych Bestival, Green Man, Rip Curl, Fruitstock, Across the Tracks oraz The Big Chill.

### 2007–2010:Distance and Time,Sort of Revolution
Podczas trasy koncertowej promującej album Biscuits for Breakfast, Fink odwiedził wiele miejsc Europy i Ameryki, występując między innymi na festiwalu w Lowlands, w La Maroquinerie w Paryżu oraz teatrze Joe’s Pub w Nowym Jorku. 10 maja 2007 roku wokalista wystąpił w londyńskim klubie muzycznym The Luminaire, a 2 października 2007 roku w teatrze Alhambra w Paryżu. W trakcie tworzenia materiału na kolejny album, muzyk nawiązał współpracę z Blairem MacKichanem, z którym napisał piosenkę „This Is the Thing”, stanowiącą pierwszy singel nowego wydawnictwa. Utwór dotarł na 18. miejsca brytyjskiego zestawienia muzycznego UK Indie Breakers Chart. Piosenkę wykorzystano w serialach Magia kłamstwa, Jupitery piątkowych wieczorów, Wciąż ją kocham, Sekretny dziennik call girl oraz reklamie firmy MasterCard. Nowa płyta Distance and Time została wydana 1 października 2007 roku przez wytwórnię Ninja Tune. Album notowany był na 139. pozycji francuskiego zestawienia prowadzonego przez Syndicat national de l’édition phonographique. W ramach trasy promocyjnej wydawnictwa, Fink wystąpił między innymi na koncertach w Niemczech, Republice Południowej Afryki i Kanadzie, supportując także przed koncertem zespołu Negramaro na stadionie San Siro w Mediolanie. Drugim singlem promującym wydawnictwo został utwór „Little Blue Mailbox”. W 2008 roku wokalista nawiązał jednorazową współpracę z Timem „Hardkandy” Bidwellem, nagrywając partie gitarowe do utworów „Morning Light” oraz „Scum” z albumu Second to None. W tym samym roku muzyk wystąpił na festiwalu Beachdown oraz udzielił obszernego wywiadu dla czasopisma Heat w Republice Południowej Afryki. 14 maja 2009 roku wokalista wystąpił na festiwalu The Great Escape w Brighton.

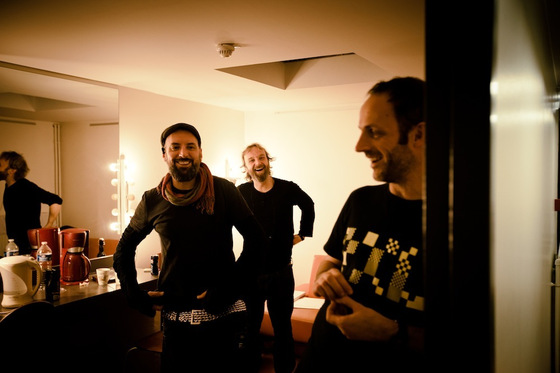
Greenall, Thornton i Whittaker na backstage’u przed koncertem w Massy, 24 listopada 2011 roku

Po wydaniu singla „If Only”, z Greenallem skontaktował się John Legend, który zaproponował mu współpracę nad jego nową płytą Evolver. Wokalista współtworzył utwory „Set Me Free” oraz „Green Light”, który nagrodzono w 2010 roku statuetką podczas ceremonii wręczenia nagród brytyjskiej branży fonograficznej BMI. John Legend w ramach podziękowań pomógł wokaliście przy powstawaniu materiału na album Sort of Revolution, który został wydany 25 maja 2009 roku. Płytę promowały utwory „Sort of Revolution” oraz „See It All”. Pierwszego z singli użyto w brytyjskim filmie kryminalnym 4.3.2.1 oraz serialu Gwiezdne wrota: Wszechświat, zaś drugi w CSI: Kryminalne zagadki Nowego Jorku. Ponadto pochodzący z albumu utwór „If I Had a Million” pojawił się w serialu Franklin & Bash, piosenka „Move on Me” w kanadyjskim serialu science-fiction Continuum: Ocalić przyszłość, a utwór „Trouble’s What You’re In” w serialu Bitten. Wydawnictwo Sort of Revolution dotarło do 136. pozycji francuskiego zestawienia SNEP oraz 60. miejsca w holenderskim notowaniu albumów MegaCharts. Wiosną muzyk wyruszył w trasę koncertową po Wielkiej Brytanii, supportując przed występami zespołu Gomez. W międzyczasie grupa Radiohead wyraziła zainteresowanie muzyką Finka, umieszczając jedną z jego piosenek z płyty, „Q & A”, na swojej stronie internetowej. Wokalista został zaproszony do audycji Maida Vale Studios Gillesa Petersona w radiu BBC Radio One, gdzie udzielił wywiadu oraz gościnnie zaśpiewał kilka utworów z albumu. W październiku 2009 roku Fink wydał minialbum Sort of Versions, zawierający akustyczne wersje sześciu utworów. W tym samym roku opublikowano również remiks singla „Sort of Revolution” z gościnnym udziałem The Cinematic Orchestra. 3 grudnia 2009 roku Greenall wraz z zespołem wziął udział w trzygodzinnej audycji radiowej Morning Becomes Eclectic w radiu KCRW w Kalifornii.
W ramach promocji płyty Sort of Revolution wokalista wyruszył w trasę koncertową, w którą włączył także występy w Chinach oraz Australii, gdzie pojawił się gościnnie podczas festiwalu w Sydney. Podczas podróży Greenall poznał Professora Greena, z którym postanowił nawiązać współpracę przy jego debiutanckim albumie Alive Till I’m Dead z 2010 roku. Wokalista wyprodukował wówczas utwór „Closing The Door”, w którym gościnnie zaśpiewał oraz do którego nagrał partie klawiszowe, gitarowe i smyczkowe. Elementy perkusyjne i basowe w piosence nagrali natomiast Whittaker i Thornton. Rok później Fink pojawił się na drugiej płycie Greena At Your Inconvenience, wspierając wokalnie rapera w utworze „Spinning Out”, będącym nową wersją przeboju „Where Is My Mind” grupy Pixies. Fink napisał także teksty do utworów „Lost Where I Belong” oraz „Far Closer” Andreyi Triany, pochodzących z debiutanckiego albumu wokalistki Lost Where I Belong. Podczas amerykańskiej trasy promującej płytę Sort of Revolution, Fink został również zaproszony do udziału w koncercie ku pamięci zespołu R.E.M. w nowojorskim Carnegie Hall. Greenall wykonał wówczas utwór „The Apologist” z albumu Up.

### 2011–2013:Perfect Darkness

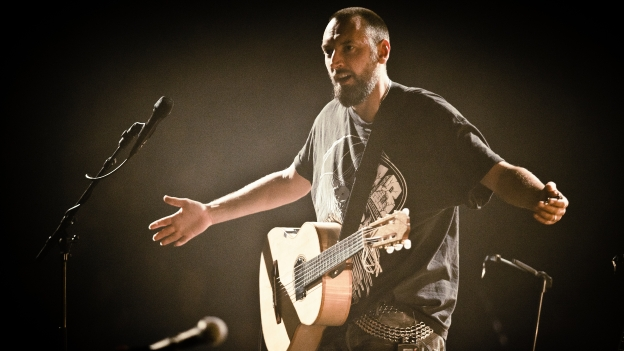
Fink podczas koncertu w klubie muzycznym Tivoli w Utrechcie, 9 października 2011 roku

Podczas pracy nad materiałem na kolejną płytę, Fink wyruszył do Los Angeles, gdzie spotkał się z producentem Billym Bushem. 25 kwietnia 2011 roku muzyk udostępnił utwór „Yesterday Was Hard on All of Us”, będący pierwszym singlem zapowiadającym nowe wydawnictwo. Utwór pojawił się w drugim odcinku ósmego sezonu serialu Dr House, dwunastym odcinku czwartego sezonu W garniturach, szóstym odcinku trzeciego sezonu Parenthood a w 2014 roku wykorzystano go w dramacie historycznym Selma. Premiera albumu Perfect Darkness odbyła się 13 czerwca 2011 roku. Album dotarł do 6. miejsca brytyjskiego zestawienia UK Indie Breakers Chart, 149. pozycji francuskiego notowania SNEP oraz 32. miejsca holenderskiego zestawienia albumów. W ramach promocji płyty wokalista zorganizował trasę koncertową, w której ważnym elementem była produkcja wizualna zaprojektowana przez firmę 59 Productions. 28 czerwca 2011 roku muzyk wystąpił w londyńskim Rough Trade East. Na początku października 2011 roku wokalista wydał pierwszy w swojej karierze podwójny singel z utworami „Perfect Darkness” oraz „Berlin Sunrise”. Utwór „Perfect Darkness” był soundtrackiem niezależnego filmu fabularnego W szczerym polu, który wyreżyserowała Ava DuVernay.
W 2012 roku muzyk wydał swój pierwszy album koncertowy Wheels Turn Beneath My Feet z utworami wykonywanymi na żywo podczas recitali w Kopenhadze, Londynie, Wiedniu, Amsterdamie, Paryżu, Lyonie i Pradze. Wydawnictwo dotarło do 159. miejsca flandryjskiego zestawienia Ultratop w Belgii. W tym samym roku muzyk wystąpił podczas festiwalu Soundwave w Chorwacji, a także otrzymał zaproszenie na występ z Koninklijk Concertgebouworkest z Holandii podczas koncertu ku czci Królowej. Całe wydarzenia było transmitowane internetowo przez specjalną aplikację na iPadach. Nagrania muzyczne zarejestrowane podczas koncertu zostały umieszczone na płycie koncertowej Fink Meets the Royal Concertgebouw Orchestra, która ukazała się 14 października 2013 roku i notowana była na 159. miejscu we flandryjskim, 118. pozycji w walońskim oraz 78. miejscu w holenderskim zestawieniu wydawnictw.

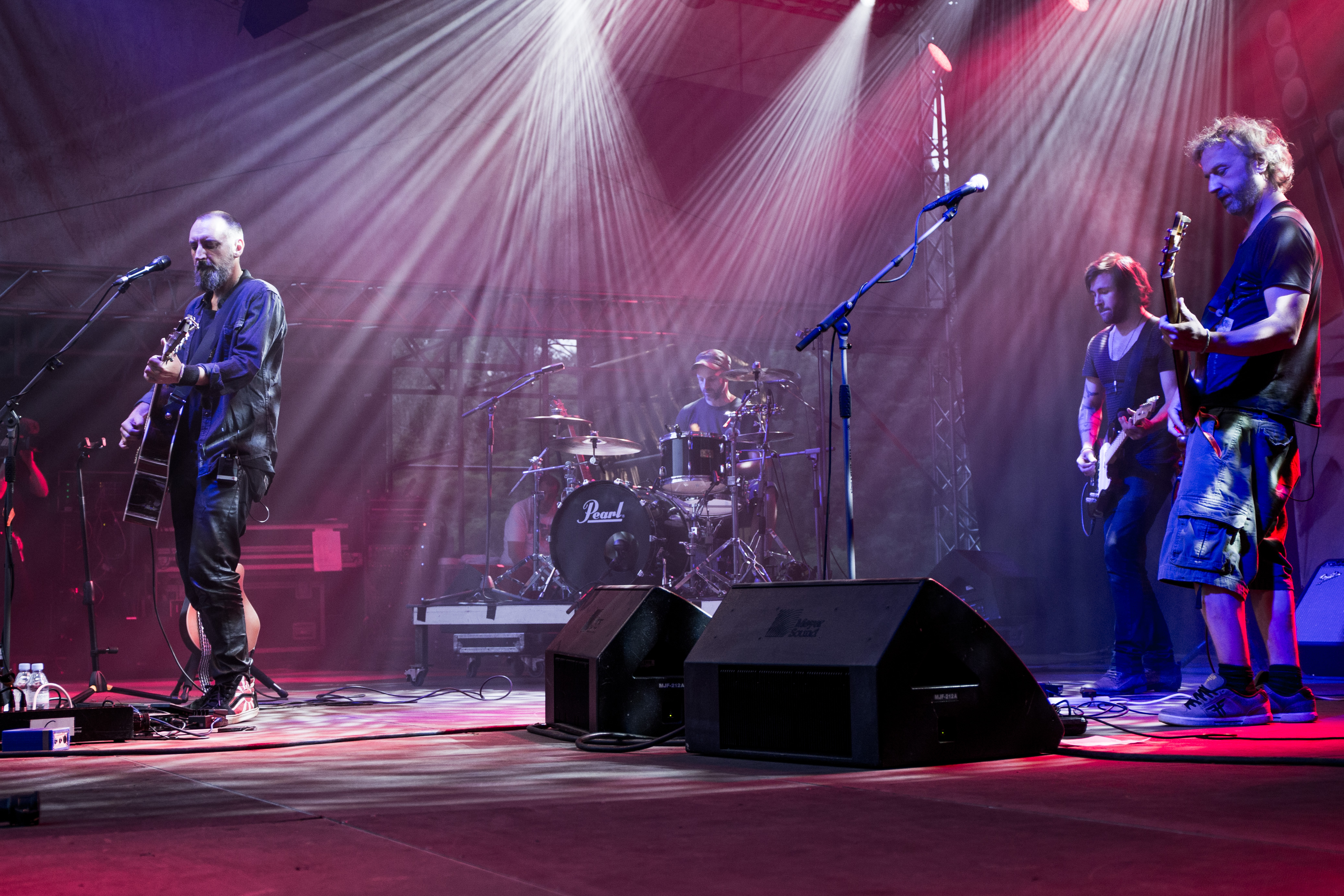
Fink z zespołem na koncercie w 2014 roku

W listopadzie 2012 roku Fink zagrał swój największy koncert w karierze, występując na arenie O2 Shepherd’s Bush Empire w londyńskiej dzielnicy Shepherd’s Bush. W tym samym roku Greenall pojawił się gościnnie razem z Shafqatem Amanatem Alim i braćmi Salim-Suleiman w jednym z pilotażowych odcinków indyjskiego programu The Dewarists. Muzyk nagrał także utwory na ścieżkę dźwiękową do filmu Williama H. Macy’ego Bez kompasu. Rok później ponownie nawiązał współpracę z Johnem Legendem, pisząc i nagrywając z nim piosenkę „Move” wykorzystaną w ścieżce dźwiękowej filmu Zniewolony. Ostatnim, trzecim singlem promującym album Perfect Darkness został utwór „Warm Shadow”, który wykorzystano w serialach Żywe trupy oraz Bitten.
W 2013 roku Close zaprosił Finka do współpracy przy utworze „Wallflower”, który został singlem promującym solowy album producenta Getting Closer. W tym samym roku wokalista skomponował także muzykę do utworów „It’s All Over Your Body” oraz „No Beginning No End” José Jamesa, był współautorem tekstu do utworu „Professional” grupy The Weeknd oraz producentem piosenek „Brave Face”, „Waiting for You” i „Reckless Love” z debiutanckiego albumu Josha Kumry Good Things Come to Those Who Don’t Wait. Ponadto napisanego i skomponowanego przez wokalistę utworu „Colour in Your Hands” użyto w amerykańskim serialu kryminalnym Impersonalni, a piosenkę „Wheels” wykorzystano w serialach Kamuflaż oraz Agenci NCIS. W lipcu 2013 roku muzyk otrzymał nominację do nagrody Independent Music Awards w kategorii Najlepszy występ na żywo.

### 2014-2016:Hard Believer,Horizontalism

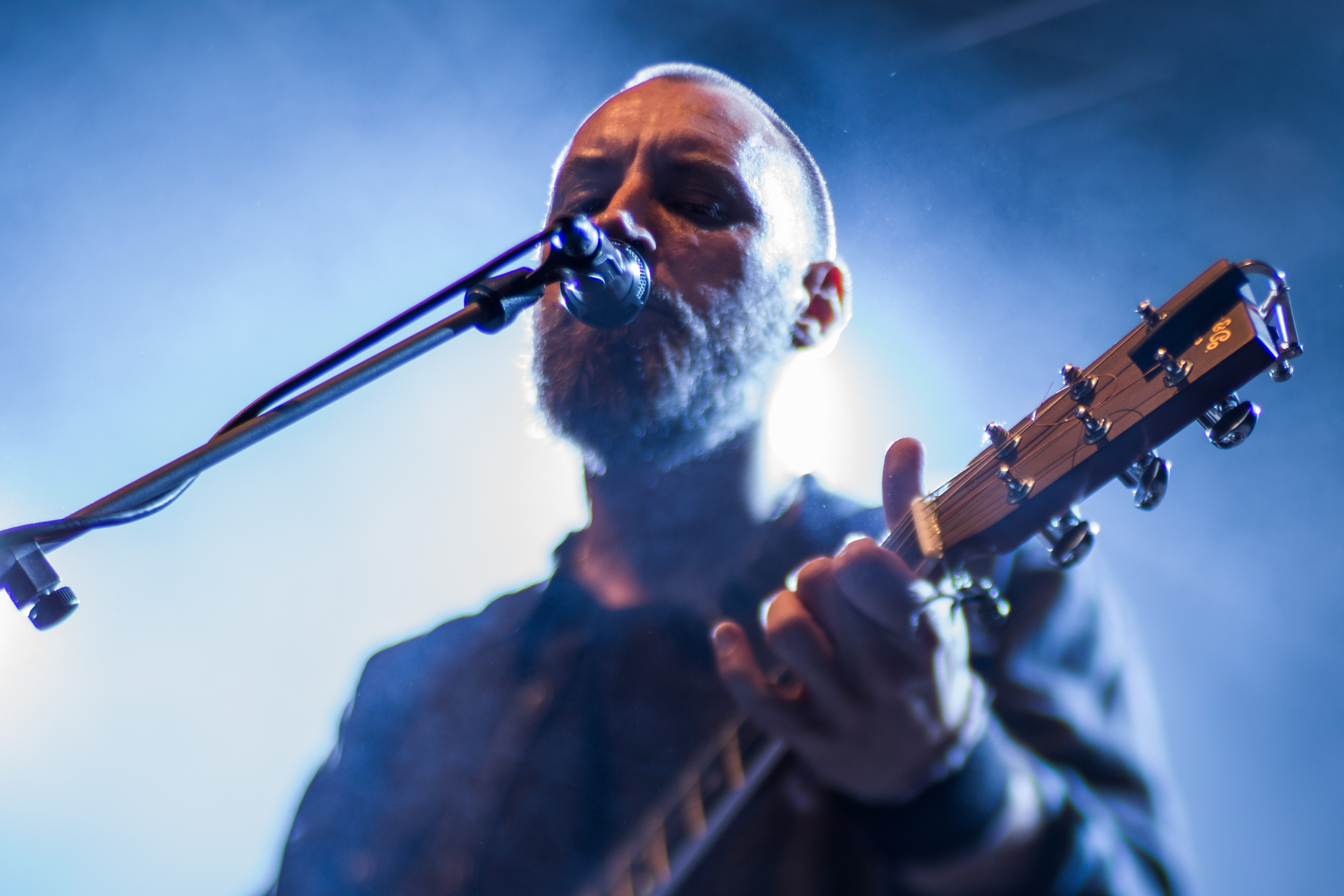
Greenall podczas koncertu w 2014 roku

W marcu 2014 roku Fink umieścił w internecie pierwszy utwór z kolejnej płyty, „Hard Believer”, do pobrania za darmo w formacie digital download z portalu SoundCloud. Album o tym samym tytule ukazał się 14 lipca 2014 roku nakładem wytwórni R’COUP’D, będącej znakiem firmowym Ninja Tune. Wydawnictwo dotarło do 3. pozycji brytyjskiego notowania UK Indie Chart oraz 14. miejsca zestawienia UK Indie Breakers Chart. Notowane był ponadto na 72. pozycji zestawienia albumów we Francji, 8. miejscu w Holandii, 45. pozycji w Belgii, 21. miejscu szwajcarskiego zestawienia Schweizer Hitparade, 37. pozycji w austriackim notowaniu albumów Ö3 Austria Top 40, 25. miejscu w niemieckim notowaniu Media Control Charts oraz 30. pozycji w zestawieniu Heatseekers Albums w Stanach Zjednoczonych. Komercyjny sukces osiągnął także drugi singel albumu, „Looking Too Closely”, który dotarł między innymi do 89. pozycji zestawienia MegaCharts w Holandii. Do utworu nakręcono teledysk, który wyreżyserował duet Wolf&Lamm w składzie Joffrey Jans i Kai Kurve. Utworu użyto w serialach telewizyjnych Kamuflaż, Scorpion, W garniturach oraz Kłamstwa na sprzedaż. Ostatnimi singlami albumu zostały utwory „Shakespeare” oraz „Pilgrim”, do których teledyski zrealizowali Oliver Murray i Alex „Foley” Flach. Utwór „Pilgrim” wykorzystano w trzecim odcinku drugiego sezonu amerykańskiego serialu telewizyjnego Czarna lista. W 2014 roku muzyk napisał tekst do utworu „My Boy” Phillipa Phillipsa.
W 2015 roku wokalista wraz z zespołem wyruszył w europejską trasę koncertową Hard Believer Tour, w której supportował mu Douglas Dare. W tym samym roku wydał również album Horizontalism, notowany na 123. pozycji zestawienia albumów w Belgii oraz 84. miejscu w Holandii. Wydawnictwo promował singel „Fall Into the Light”. 24 lutego 2015 roku muzyk opublikował mixtape / I A / MIX 165. Wokalista zapowiedział ponadto drugą, jesienną trasę koncertową Autumn Tour, którą zainaugurował koncertem w Falmouth. Gościem specjalnym trasy został zespół She Drew The Gun. 4 października 2015 roku Greenall uczestniczył w audycji niemieckiego radia Flux FM. Dzień później opublikowano teledysk do utworu „Too Late”, który został kolejnym singlem promującym album Hard Believer. Singel zawierał wydanie radiowe oraz dwie zmiksowane wersje utworu. 13 maja 2016 roku Grasscut wydał album Everyone Was a Bird – Remixed, na którym znalazła się nową wersja utworu „Islander”, zremiksowana przez Finka.

### 2017-2018:Fink’s Sunday Night Blues Club, Vol. 1,Resurgam
5 lutego 2017 roku piosenkarz wydał utwór „Boneyard”, do którego nakręcono teledysk w reżyserii Brahma van der Hoevena oraz Boba van de Gronde. Utwór stanowił pierwszy singel promujący utrzymany w stylistyce blues rockowej album Fink’s Sunday Night Blues Club, Vol. 1, którego premiera odbyła się 10 marca 2017 roku. Wydawnictwo powstało przy współpracy z Davidem Shirleyem oraz Colinem Stetsonem. Za ostateczne brzmienie albumu wraz z Finkiem odpowiadał Flood. Wokalista podkreśla, iż płyta to wyraz jego miłości do bluesa. Album uplasował się na 73. miejscu zestawienia Ultratop 200 Albums w Regionie Walońskim oraz 53. pozycji notowania Ultratop 200 Albums w Regionie Flamandzkim w Belgii. Dotarł również do 53. miejsca zestawienia Album Top 100 prowadzonego przez MegaCharts w Holandii, a także do 59. pozycji na liście Alben Top 100 publikowanej przez Hitparade.ch w Szwajcarii.

### Od 2019:Bloom Innocent
4 września 2019 roku muzyk zaanonsował premierę nowego albumu Bloom Innocent i udostępnił utwór o takim samym tytule będący pierwszym singlem zapowiadanej płyty. Premiera albumu została zapowiedziona na 25 października 2019. Wydawnictwo powstało w studio w Berlinie, a znaczący wkład w brzmienie premierowych kompozycji miał Flood oraz nowy członek zespołu Tomer Moked.

## Druga osobowość muzyczna: Sideshow
W 2002 roku, z potrzeby grania muzyki minimal techno, downtempo, tech house, dub i deep house, Fink stworzył swoje alter ego, które nazwał Sideshow. Jego pierwszym wydawnictwem został zaprezentowany przez wokalistę singel „Sound of Today”, wydany na płycie gramofonowej nakładem wytwórni płytowej Simple Records.
Muzyk o swoich inspiracjach powiedział:

Dub jest dla mnie przestrzenią, klimatem, strukturą, wokół której nie należy myśleć zbyt dużo, ale czuć ją. Dub jest jak muzyka kościelna – prostą niewinnością z ogromną siłą.

Jako Sideshow, muzyk wydał dwa długogrające albumy studyjne: Sideshow w 2006 roku oraz Admit One w 2009 roku. W okresie od 2002 do 2010 roku ukazały się także minialbumy Sound of Today, Slide, Philly Soundworks, Scary Biscuits, If Alone (z gościnnym udziałem Paula St. Hilaire’a) i Fink Dubs, a także single „African Cheri” oraz „Television” z udziałem Cortneya Tidwella. W 2003 roku ukazało się wydawnictwo kompilacyjne Simple Sounds Vol. 1, nagrane wspólnie z Willem Saulem.
W 2006 roku Sideshow był jednym z założycieli niezależnej wytwórni płytowej Aus Music, wydającej albumy z gatunku elektronicznej muzyki tanecznej.

## Styl muzyczny i inspiracje
W dzieciństwie, ze względu na upodobania muzyczne rodziców, słuchał starego tradycyjnego irlandzkiego folka. Na początku swojej kariery muzycznej wzorował się na muzyce grupy Röyksopp. Poszukując odpowiedniego brzmienia, śpiewał muzykę z pogranicza rhythm and blues oraz muzyki folkowej, komponując jednocześnie akustyczne utwory.
W swojej działalności muzycznej Fink wzoruje się na takich zespołach jak System of a Down, Pink Floyd oraz The Rolling Stones, czerpiąc również inspiracje z twórczości między innymi Jamesa Browna, Jimiego Hendrixa, Joni Mitchell, Johna Lee Hookera, T-Bone Walkera, Chucka Berry’ego, Johna Martyna, Nicka Drake’a oraz Jeffa Buckleya.

## Instrumentarium
Finian Greenall stara się używać jak najmniejszej ilości sprzętu muzycznego podczas swoich koncertów, zasadniczo wykorzystując jedną gitarę oraz jeden bądź dwa efekty. Muzyk dysponuje między innymi gitarą Martin d35 (firmy C. F. Martin & Company) z 1981 roku, a także gitarą od Mal Brady. Posiada ponadto pedalboardy, takie jak Boss Space Echo czy Boss Reverb. Co do zasady wyznaje jednak dewizę Guya Whittakera, iż „im więcej gratów, tym więcej rzeczy może się popsuć”.

## Dyskografia
| - 2000: Fresh Produce - 2006: Biscuits for Breakfast - 2007: Distance and Time - 2009: Sort of Revolution - 2011: Perfect Darkness - 2014: Hard Believer - 2015: Horizontalism - 2017: Fink’s Sunday Night Blues Club, Vol. 1 - 2017: Resurgam - 2019: Bloom Innocent - 2021: IIUII (It Isn’t Until It Is) - 2012: Wheels Turn Beneath My Feet - 2013: Fink Meets the Royal Concertgebouw Orchestra | - 1997: Fink Funk - 1999: Front Side - 2006: Live - 2006: Selector & Flo Motion Sessions - 2009: Sort of Versions - 2010: KCRW Presents… Fink in Session - 2011: Dubs - 2014: Hard Believer Sessions - 2017: Fink’s Sunday Night Blues Dubs - 2017: Resurgam Acoustic Session - 2021: Studio Live Session - 2021: IIUII (Edits) |  | - 2006: Acoustic Soul - 2006: A Selection of Tracks from Upcoming Album Biscuits for Breakfast - 2006: Biscuits For Breakfast – Radio Sampler - 2000: Fink About It - 2001: Threesome - 2002: BBC Collective Ninja Special - 2003: Fink @ Watergate, Berlin - 2004: Solid Steel China Special - 2015: / I A / MIX 165 |